# Belga törzsek

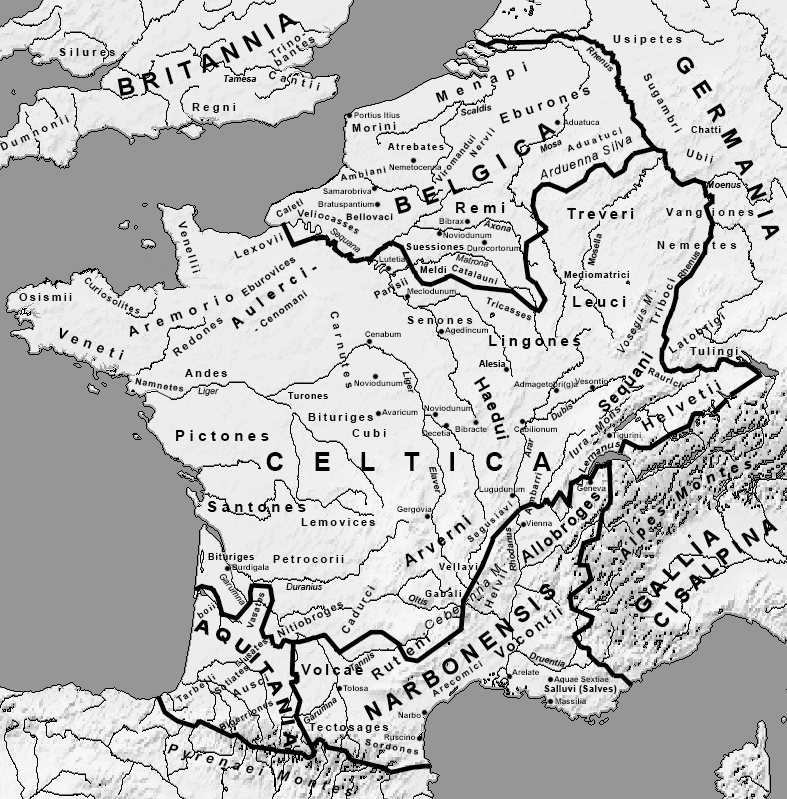
Az ókori belgák hozzávetőleges területe

A belgák (latinul Belgae) egy ókori eredetű népcsoport, amely Galliától északra, a tengerpart és a Rajna bal partja között élt. Julius Caesar vezetésével a római légiók i. e. 54-ben meghódították a területet, és a kialakított római provincia, Gallia Belgica e törzsekről kapta nevét. A mai Belgiumot is az ókori belgákról nevezték el.

## A belgák eredete
Julius Caesar a gall háborúról szóló művében leírta, hogy a hódítás ideje alatt (i. e. 58–51) Gallia három részből állt, amelyeket az aquitanusok, a gallok (akik magukat keltáknak hívták) és a belga törzsek foglaltak el. Mindegyik törzsnek megvoltak a maga szokásai, törvényei és saját nyelve. Caesar megjegyezte, hogy a belga törzsek voltak a legkevésbé kelták, ez állt a legmesszebb a római civilizáció befolyásától és a legközelebb a germán törzsekhez. A három törzs közül ezek harcoltak a legjobban a rómaiak ellen, amit Caesar annak tulajdonított, hogy „kereskedők ritkán lépnek kapcsolatba velük, ezért nem használnak az akaratot elgyengítő luxuscikkeket”.
A belgák mindenesetre a kelta kultúra részesei voltak, bár nyelvük némileg különbözött azoktól, és átmenetet képviselt a kelták és a germán nyelvcsaládok között. Caesar forrásai arról tájékoztatták, hogy a „a belgák nagy része a germánoktól származik, és miután átkeltek a Rajna folyón, szívesen telepedtek le a termékeny vidéken. Egy kelta beszámoló szerint „az északi belga törzsek a germánoktól erednek”. Caesar megjegyzi még, hogy a Rajna folyásától nyugatra élő germán törzsek a belgák szövetségesei voltak, és felsorolja ezeket a törzseket: eburók, condrusok, caeroesusok és paemanok. A történész Tacitus feljegyezte, hogy a nerviusok és a treverusok szintén germán származásúnak vallották magukat annak ellenére, hogy Gallia területén éltek.
A fentiek ellenére a legtöbb belga törzs és személy neve, mint például Ambiorix, aki az eburók vezetője volt, egyértelműen gall származású vagy gall befolyást mutat. Az egyik lehetséges magyarázat, hogy a belga törzsek csak hivatalos és ceremoniális címeket vettek át a kelta Galliából, mint például a generális, amely francia származású cím.
Sajnálatos módon a rómaiakat nem érdekelte, ezért nem is voltak pontosak az észak-galliai népek etnográfiájában, ezért ennél pontosabb információ nem maradt fenn. A gall népeket a germán törzsektől elválasztó határ feltehetően a mai Belgium területén keresztül húzódott.
A középkori Gesta Treverorum krónikában, amelyet a Trier városában élő szerzetesek állítottak össze, az szerepel, hogy a belgák Trebata leszármazottai voltak, aki a legenda szerint Trier városát alapította.

## A belga törzsek
Caesar szerint a következő törzsek tartoztak a belgák közé:
| - ambianusok (valószínűleg gall) - atrebasok (germán) - atuatucusok (germán) - bellovacusok (gall) - caeroesusok (germán) - caletusok (gall) - condrusok (germán) - eburók (germán) | - menapiusok (germán) - moriniak (germán) - nerviusok (germán) - paemanusok (germán) - remusok (gall) - suessiók (gall) - veliocassusok (gall) - viromanduusok (gall) |

Caesar a későbbiekben említ még bizonyos Tungri törzset, amely feltehetően az eburók egy másik elnevezése volt, ezt a törzset Caesar teljesen kiirtotta. Egyéb törzsek, amelyek szintén a belgák közé tartozhattak: a leucusok, treverusok és mediomatricusok.
Posidonius még a normandiai Armoricát is ide sorolta.

## A belgák meghódítása
Caesar i. e. 57-ben kezdte meg a belga területek meghódítását. A Commentarii de bello Gallico szerint a belgák már korábban nekiláttak, hogy magukat megszervezzék és felfegyverezzék Caesar korábbi hódításai miatt. Erre válaszul Caesar két új római légiót szerelt fel, illetve utasította gall szövetségeseit, a haeduusokat, hogy támadják meg a bellovacusokat. Ellenfelei jelentős száma és legendás bátorsága miatt Caesar óvatosan kezdett neki a támadásnak, és kezdetben csak lovasságát használta arra, hogy a belga erőket felmérje, gyengeségeiket kitapasztalja. Miután meggyőzte magát arról, hogy katonáinak van esélye a belgák ellen, Bibrax (a mai Laon és Reims közelében, a remusok szállásterületén tábort épített. A tábort az egyik oldalról egy mocsár, a másik oldalról az Aisne folyó védelmezte.
A belga sereg a folyón átkelve támadott, és csak heves csata után tudták őket a rómaiak visszaszorítani. Mivel a rómaiakat nem tudták elűzni, és az haeduusok egyre közelebb kerültek a bellovacusok szállásterületéhez, a belga sereg feloszlott, és minden törzs visszatért a saját területét védelmezni. Miután megegyeztek, hogy bármelyik törzset támadja meg Caesar, a többi a segítségére fog sietni, a belgák éjfél körül tábort bontottak és elvonultak. Napkelte után Caesar meggyőződött arról, hogy a visszavonulás nem csak csapda, és a római lovasságot küldte a visszavonulók üldözésére, maga pedig három légióval utánuk indult.
Caesar ekkor a suessiók  területére vonult be, és ostrom alá vette Noviodunum (Soissons) városát. A rómaiak előkészületeit, különösen az ostromgépeket látva a suessiók megadták magukat, és Caesar ekkor figyelmét a Bellovaci felé fordíthatta, akik eddigre visszavonultak Bratuspantium erődjébe (a mai Amiens és Beauvais között feküdt). A római támadást követően hamar megadták magukat, csakúgy, mint az Ambiani.
A nerviusok, az atrebasok és a viromanduusok viszont a fegyveres ellenállás mellett döntöttek (az atuatucusok szintén velük tartottak, de a csatára nem érkeztek meg). A fegyveresek ekkor az erdőbe vetették magukat és a Sabis folyó mentén megtámadták a rómaiak menetoszlopát. A támadás annyira váratlan volt, hogy a római katonáknak arra se volt ideje, hogy sisakjukat felvegyék vagy pajzsukról a borítást levegyék. Caesar nem kis személyes bátorságról tanúságot téve megragadott egy pajzsot, az élvonalba verekedte magát és megszervezte katonáit, időközben megérkezett a két légió, amely a poggyászokat és a felszerelést kísérte, és beavatkozásuk eldöntötte a csatát. Caesar szerint a nerviusok szinte teljesen megsemmisültek a csatában, de ennek ellenére hősöknek nevezi őket.
Az atuatucusok, akik szövetségeseik megsegítésére vonultak, a vereség hírére visszafordultak és bevetették magukat erődítményükbe, amelyet Caesar ostrom alá fogott Az atuatucusok színleg megadták magukat és beszolgáltatták fegyvereiket, de ez csak csel volt: az éj leple alatt az elrejtett fegyverek segítségével megpróbáltak kitörni. A rómaiak jobban szervezettek voltak és jobb pozíciókat foglaltak el, ezért könnyedén megakadályozták a kitörést, a csatában ötezer atuatucus vesztette életét, a maradék negyvenháromezret pedig a rómaiak rabszolgának adták el.
I. e. 53-ban az eburók Ambiorix vezetésével fellázadtak a római uralom ellen, és csatlakoztak hozzájuk a nerviusok, menapiusok és moriniak. A felkelés kezdetben eredményes volt, sikerült 15 római cohorsot megsemmisíteni, de Caesar személyes beavatkozásával a felkelést leverték és az eburókat kiirtották. A maradék belga törzsek i. e. 52-ben Vercingetorix oldalán vettek részt a gall felkelésben.
A gallok leigázása után Caesar a korábban három részre osztott területet, a belga, kelta és aquitaniai területeket egyetlen hatalmas római provinciába (Gallia Comata, „hosszúhajú gall”) egyesítette. A tartomány kormányzása, nem utolsósorban mérete miatt, igen nehézkes volt és Augustus Caesar újjászervezte azt a hagyományos határok mentén. A kialakult római Gallia Belgica provinciát keleten a Rajna folyása határolta, és az Északi-tengertől egészen a Konstanzi-tóig terjedt (Lacus Brigantinus), magában foglalva a mai Svájc nyugati részeit is. A provincia fővárosa Remi városa lett (a mai Reims).
Diocletianus császár uralkodása során a provinciát két részre osztották: Belgica Prima (fővárosa Augusta Trevirorum Trier) és Belgica Secunda (fővárosa Reims). Mindkét provincia a galliai püspökség része volt.

## A belgák Gallián kívül

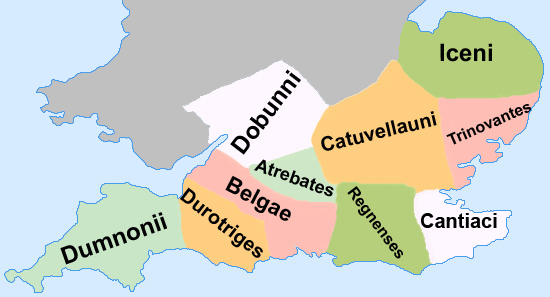
Kelta törzsek Dél-Angliában

A belgák áthajóztak a La Manche csatornán, amiről Caesar is említést tesz. Eszerint előbb csak rablóportyára indultak, majd később letelepedtek a szigeten.
Az ambianusok által használt nagyszámú, az i. e. 2. századból származó pénzérmét tártak fel Dél-Angliában. Caesar hódításai után nem sokkal a suessiók egyik fejedelme, Diviciacus, nemcsak a belgák egyik legnagyobb hatalmú uralkodója lett, hanem hatalma kiterjedt Anglia egy részére is. Az atrebasokhoz tartozó Commius, Caesar korábbi szövetségese Angliába menekült, miután részt vett Vercingetorix felkelésében és vagy megalapította saját törzsének angliai csoportját, vagy csatlakozott ahhoz. Britannia római hódításának idejére számos délkelet-angliai törzs vagy a belgáktól származott vagy pedig belga származású uralkodói voltak. A Britannia római provincia későbbi közigazgatási egységei (civitas) közül egy a Belgae nevet viselte, és ide tartozott Magnus Portus (Portsmouth) valamint Venta Belgarum (Winchester városa.
Elképzelhető, hogy a belgák egy része Írországba menekült és ott települt le, amely a történelmi Builg és a legendákban szereplő Fir Bolg támaszt alá.

## Az elnevezés eredete
A Belgae név az ókelta "belo" szóból ból ered, amely „fényes”-et jelent és rokonságban áll az angol „bale” (ragyogó, fényes), az óangol bael, a litván baltas (fehér, ragyogó), és a szláv nyelvekben használt belo/bilo/bjelo/… (fehér) szavakkal. A gall „Belenos” („Fényességes”) és „Belisama” neve is erről a tőről származik.
A Belgae elnevezés eredete a másik feltételezés szerint az indoeurópai *bel, amely kerek, felfújt tárgyat jelent (ld. az angol ball), vagy átvitt értelemben „kör, had, szövetség; és a gall -*ga, amely harcost jelent. A Belgae ebben az értelemben a „szövetség tagja, harcosa” lenne. Az utóbbi értelmezés mindenesetre illik a Caesar által adott leíráshoz a belga és a gall törzsek viszonyáról.